# Gender Reveal
Gender Reveal est un podcast créé et animé par Tuck Woodstock, dans lequel il interviewe des personnes transgenres et non binaires pour parler de leurs projets et de genre.

## Concept
Tuck Woodstock crée le podcast Gender Reveal, où il interviewe des personnes transgenres et non binaires pour parler de genre, de transidentité et de leurs projets,. Les personnes qu'il invite incluent River Butcher, Kai Minosh Pyle et Kai Cheng Thom.
Certaines saisons ont des thèmes : en 2022, pour la dixième saison de l'émission, il se concentre sur le syndicalisme et les luttes des autochtones d'Amérique, toujours vues par le prisme des personnes trans invitées dan sl'émission. Il crée aussi des « starter packs » à thème. Par exemple, il a une série politique avec Jules Gill-Peterson, Chase Strangio, Paige Kreisman et Mauree Turner, ainsi qu'une série sur la représentation médiatique avec Fran Tirado, Amy Schneider et Tre'vell Anderson.
En parallèle, Gender Conceal est le nom du podcast à accès payant pour les soutiens Patreon de Gender Reveal et inclut des versions longues des interviews, des interviews supplémentaires, et des scènes plus humoristiques.
En 2025, Tuck Woodstock organise la tournée humoristique Gender Ordeal où il se produit avec Mattie Lubchansky et Calvin Kasulke. Il s'agit d'abord d'une version en direct de Gender Reveal, puis d'un spectacle avec des artistes trans de chaque ville de la tournée, et enfin d'une tournée à trois avec des sketchs préparés à l'avance et des interviews improvisées.

## Levées de fonds pour l'entraide
À partir de 2021, il crée l'événement Trans Day of Having a Nice Snack, qui coïncide avec la Journée internationale de visibilité transgenre. Il affirme que la visibilité ne règle pas les problèmes quotidiens des personnes trans et qu'elle est même épuisante, voire dangereuse. Sa campagne est une levée de fonds pour envoyer vingt dollars à des personnes transgenres pour qu'elles puissent s'acheter un goûter, des friandises, ou des produits essentiels. Chaque année a un public particulier : en 2023, il privilégie par exemple les personnes trans vivant aux États-Unis, dans les pays les plus affectés par les lois anti-trans de cette époque, et lève près de 38 000 dollars.
Le podcast a une boutique en ligne de goodies créés par des personnes trans dont l'intégralité des bénéfices est distribué aux artistes et à des fonds d'entraide transgenres. Deux fois par an environ, Woodstock organise une levée de fonds spéciale et un appel à projet pour un programme de bourses de 500 dollars pour des artistes ou activistes. Le programme de bourses est mis en pause pendant la pandémie de Covid-19 afin de distribuer des montants plus faibles mais sans jury ni projet particulier à présenter, permettant d'aider les requérants à s'en servir pour payer leurs dépenses quotidiennes si elles sont en difficultés. L'auteur Theo Hendrie bénéficie d'une bourse de 75 livres sterling en 2021, une aide petite mais suffisante pour couvrir les dernières semaines de ses études alors qu'il est prêt à abandonner. Cela lui permet ensuite de trouver un travail stable et de publier ses livres.